# Tojoda Szakicsi
Tojoda Szakicsi (豊田 佐吉; Hepburn: Sakichi Toyoda) (Japán, Koszai, 1867. február 14. – 1930. október 30.), japán üzletember és feltaláló. Egy ács gyerekeként született. A japán feltalálók királyának is nevezték. Ő alapította a Toyota Industries céget, amiből később, a második világháború során a Toyota Motor Company kialakult.

## Pályafutása
Számos szövőgép feltalálása fűződik a nevéhez, mivel vállalkozása először szövödeként működött. Legfontosabb találmánya egy automata szövőszék, melyen először alkalmazta a jidoka-módszert, aminek a lényege az, hogy a gép magától leáll, ha hibát észlel. A módszer később része lett a Toyota Termelési Rendszernek (TPS), majd az abból kialakult lean módszertárnak.
Szintén Tojoda volt az, aki kitalálta az 5 miért (5 Whys, 5W) módszert, melynek segítségével nem csak tüneti kezeléssel lehet megoldani a problémákat, de le lehet ásni a probléma gyökeréig, így valós megoldást lehet találni rá. Az 5W szintén része lett a TPS-nek és a leannek is.

## Fordítás
- Ez a szócikk részben vagy egészben  a   Sakichi Toyoda című angol Wikipédia-szócikk ezen változatának fordításán alapul.  Az eredeti cikk szerkesztőit annak laptörténete sorolja fel. Ez a jelzés csupán a megfogalmazás eredetét és a szerzői jogokat jelzi, nem szolgál a cikkben szereplő információk forrásmegjelöléseként.